# کاورزو
کاورزو (به ایتالیایی: Caorso) یک کومونه در ایتالیا است که در استان پیاچنزا واقع شده‌است.

## خصوصیات
کاورزو ۴۰٫۹ کیلومترمربع مساحت و ۴٬۵۹۴ نفر جمعیت دارد و ۴۶ متر بالاتر از سطح دریا واقع شده‌است.